# Ormisda
Ormisda (HWV A3) ist ein Dramma per musica in drei Akten und ein 1730 von Georg Friedrich Händel aufgeführtes Pasticcio in London.

## Entstehung
Nach dem Zusammenbruch der ersten Opernakademie 1729 und der Gründung eines neuen kommerziellen Opernunternehmens durch Johann Jacob Heidegger und Händel war seinen ersten beiden Opern für die New Academy, Lotario (Dezember 1729) und Partenope (Februar 1730), kein Erfolg beschieden. Konnte man Händel beim Lotario noch den Vorwurf machen, dass dieser direkt beim großen, heroischen Stil vieler seiner früheren Werke anknüpfte, mit dem sich das Londoner Publikum schon zuvor nicht dauerhaft hatte anfreunden können, so lag das bei Partenope weder am Text noch an der Musik: Der Kastrat Antonio Maria Bernacchi, dem ein großer Ruf vorausging, war den Schwierigkeiten seiner Partie nicht gewachsen, und das Londoner Publikum hatte den großen Senesino noch in zu frischer Erinnerung. So wurde als Notbehelf Anfang April das Pasticcio Ormisda, mit Musik von Vinci, Hasse und anderen „Modernen“, eingesetzt und war weit erfolgreicher, wenngleich Mrs. Pendarves, Händels Nachbarin in der Brook Street und lebenslange Anhängerin, es für very heavy (sehr schwerfällig) befand.
Das Libretto ist eine Adaption des Ormisda von Apostolo Zeno, welcher mit Musik von Antonio Caldara 1721 in Wien uraufgeführt wurde. Die für das (1745 abgebrannte) Teatro Malvezzi in Bologna entstandene Fassung von Giuseppe Maria Orlandini (Mai 1722) ist die Vorlage für das Londoner Libretto. Der bisherigen Annahme der Musikgeschichtsschreibung, das Pasticcio Ormisda sei ein Händel’sches Arrangement unter Hinzunahme eigener Secco-Rezitative, ist schon oft widersprochen worden, und die Möglichkeit, dass diese zum größten Teil aus Orlandinis Vertonung des Stoffes stammen, wird als die wahrscheinlichste eingeschätzt (z. B. Strohm, Baselt, Roberts).
Die Oper stammt mit ziemlicher Sicherheit, ebenso wie das erste Pasticcio der Royal Academy, L’Elpidia, ovvero Li rivali generosi, aus einer „Sendung“ des Theatermanagers Owen Swiney von Ende 1725 aus Venedig, der offenbar den Auftrag hatte, die Londoner Bühne mit Stoff aus den italienischen Opernmetropolen zu versorgen. Ormisda sollte am Beginn der Spielzeit 1725/26 aufgeführt werden, vor der erwarteten Ankunft der Faustina Bordoni im März 1726 in London, aber das Pasticcio kam dort zu spät an, um noch durchführbar zu sein. Diese Verzögerung dürfte auch der Grund für Händel gewesen sein, die Arbeit am Alessandro, welcher perfekt auf Faustinas London-Debüt zugeschnitten sein sollte, liegen zu lassen und mit der Komposition von Scipione zu beginnen, einer Oper mit nur einer Primadonna: Francesca Cuzzoni. Da Ormisda ebenfalls nur eine Starsopranistin vorsah und keine Rolle für die Faustina enthielt, konnte das Stück im weiteren Verlauf der ersten Opernakademie bis 1728 nicht verwendet werden.
Als aber Händel und Heidegger im Jahr 1729 die zweite Opernakademie gründeten, wurde Ormisda Bestandteil von deren erster Saison. Wahrscheinlich hatte Swiney 1725 das Stück als fertiges Pasticcio auf der Grundlage von Orlandinis Oper geliefert, aber von den Arien dieser Version blieben jetzt, 1730, nur wenige übrig: Die meisten kamen nun aus Opern, die 1726 oder später komponiert wurden und die Auswahl der Arien war größtenteils durch die Sänger beeinflusst worden. Die Rezitative wurden offenbar auf der Grundlage eines wohl von Giacomo Rossi geänderten Textes überarbeitet und stark gekürzt.
Ormisda hatte am 4. April 1730 am King’s Theatre Premiere und hatte großen Erfolg, denn es lief bis zum Ende der Saison im Juni 1730 an vierzehn Abenden – mehr als Händels jüngste Opern Lotario (zehn) und Partenope (sieben).
Besetzung der Uraufführung
- Ormisda – Annibale Pio Fabri, genannt „Balino“ (Tenor)
- Palmira – Antonia Margherita Merighi (Alt)
- Cosroe – Antonio Maria Bernacchi (Altkastrat)
- Arsace – Francesca Bertolli (Alt)
- Artenice – Anna Maria Strada del Pó (Sopran)
- Erismeno – Johann Gottfried Riemschneider (Bass)

Ormisda wurde am Beginn der nächsten Spielzeit zwischen dem 28. November und dem 8. Dezember 1730 für fünf Aufführungen wiederaufgenommen. Für die inzwischen aus dem Ensemble ausgeschiedenen Sänger Bernacchi und Riemschneider sangen Senesino die Partie des Cosroe und Giovanni Commano die des Erismeno. Senesino erhielt dabei vier neue Arien, die sämtlich aus Orlandinis Adelaide stammen, in der dieser Sänger 1729 in Venedig aufgetreten war und durch die er die ursprünglichen Arien Bernacchis ersetzen ließ.
Der Musikverleger John Walsh veröffentlichte 1730 zwölf Gesänge aus der ersten Aufführungsreihe des Ormisda.

## Libretto
Das Libretto Apostolo Zenos ist eine Verschmelzung von Jean Rotrous Cosroès (1649) und Pierre Corneilles Nicomède (1650). Der gelehrte Hofpoet, der mit der dramatischen Literatur Frankreichs sehr vertraut war und ihr nicht wenige Stoffe zu seinen Opern entlehnte, hatte die nahe Verwandtschaft der beiden französischen Stücke erkannt und beide ziemlich gleich stark benutzt. Während er Rotrou mehr die Fabel verdankt, schließt er sich in der Behandlung derselben, namentlich in dem versöhnenden Ausgang, entschieden Corneille an, der mit der melodramatischen Färbung seines Nicomède stark für eine Oper vorgearbeitet hatte.
Zeno ist mit den Namen der Personen sehr frei umgesprungen, was zu einiger Verwirrung beim Vergleich der Handlungsabläufe mit der Historie führt: Den alten Perserkönig nennt er Ormisda (Hormizd) statt Cosroe (Chosrau II.), dies aber war der Name seines Vaters Hormizd IV. Syra (Schirin) hat den Namen ihrer größten Rivalin erhalten: Palmira; Mardesanes (Mardanschah) heißt hier Arsace; Syroäs (Siroe, Hauptperson von Händels Oper Siroe, 1728) führt hier den Namen seines Vaters: Cosroe. Der Grund für diese Namensveränderungen bleibt unklar, vielleicht wollte Zeno seine Entlehnung verschweigen, denn im „Argomento“ zu seinem Ormisda erwähnt er mit keinem Wort, was er den beiden französischen Dichtern verdankt, er lässt vielmehr durchblicken, dass er aus den Quellen selbst geschöpft habe.

## Handlung

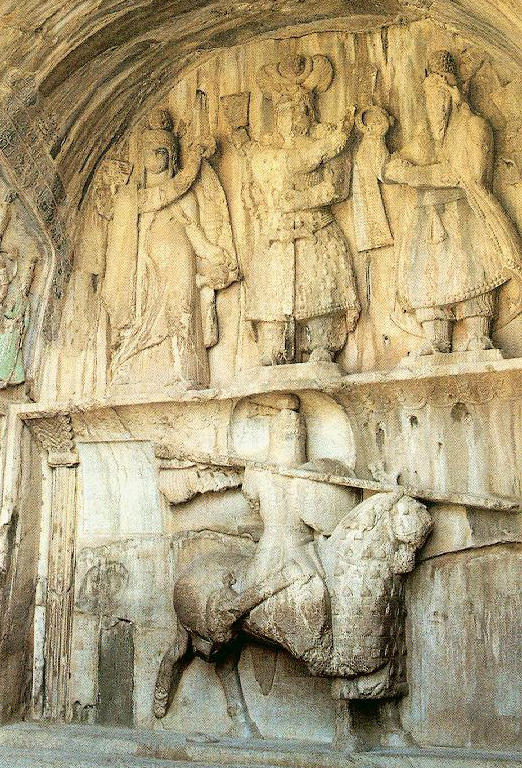
Sassanidenrelief Taq-e-Bostan – eine der ältesten Kataphrakten-Darstellungen. Darüber wird vermutlich der von den Gottheiten Ahura Mazda und Anahita umrahmte Chosrau II. (im Stück Ormisda) dargestellt.

### Historischer und literarischer Hintergrund
Die Geschichte des persischen Großkönigs Chosrau II. aus dem Geschlecht der Sassaniden, der von 590 bis 628 regierte, der seinen Sohn Mardanschah aus seiner Ehe mit Schirin zu seinem Nachfolger machen wollte und deshalb von seinem erstgeborenen Sohn Kavadh II. Siroe aus einer früheren Ehe abgesetzt wurde, ist nicht nur in arabischen Chroniken überliefert, sondern seit dem um 630 verfassten, anonym überlieferten oströmischen Chronicon Paschale auch in historiografischen Schriften des Westens. Die Liebe zwischen Chosrau und Schirin war auch aus zahlreichen literarischen Werken wie dem um 1200 entstandenen Epos Chosrau und Schirin des persischen Dichters Nezāmi und den Märchen aus Tausendundeiner Nacht bekannt.

### Erster Akt
König Ormisda hat zwei Söhne, Cosroe und Arsace. Jener ist der Sohn seiner ersten Frau, letzterer der Sohn der zweiten Gemahlin Palmira. Diese, ein ehrgeiziges, ränkesüchtiges Weib, wünscht mit Umgehung des Thronerben Cosroe die Krone für ihren Sohn Arsace und verfolgt ihren Stiefsohn in jeder erdenklichen Weise. Die beiden Prinzen lieben sich aber, und selbst der Umstand, dass sie beide in eine und dieselbe Schöne, in Artenice, die jugendliche Königin Armeniens, verliebt sind, vermag sie nicht zu entzweien. Der Vater dieser Fürstin hatte bei seinem Tode die Bedingung aufgestellt, dass Artenice ihre Hand dem Thronerben Persiens reichen müsse. Sie liebt zwar Arsace, ist aber auch bereit, Cosroe zu heiraten, falls dieser den Thron besteigt. Das sucht Palmira indes um jeden Preis zu hintertreiben. Cosroe, siegreich in einem Kriege gegen Pontos, kehrt ohne Erlaubnis des Vaters zur Hauptstadt Persiens, Tauri, zurück und erzürnt dadurch den alten König. Palmira sucht daraus Kapital zu schlagen und hetzt den schwachen Monarchen gegen den Sohn auf. Cosroe will dem Befehle seines Vaters nachkommen und ins Lager zurückkehren, verlangt aber, dass Artenice, deren Hand er als der Thronerbe beansprucht, ihm dahin folge. Dem widersetzt sich Palmira, und Ormisda, in Zärtlichkeit für den Sohn und Liebe zur Gattin hin und her schwankend, ist unfähig, einen Entschluss zu fassen. Arsace inzwischen will edelmütig auf Artenices Hand verzichten, damit die Geliebte den Thron besteigen könne. Die Fürstin weigert sich jedoch, das Opfer anzunehmen. Sie entfernt sich, als sie Cosroe kommen sieht. Dieser Prinz erklärt seinem Bruder, wie leid es ihm tue, das schöne Band zwischen ihm und Artenice zerreißen zu müssen. Da erscheint Palmira und verspricht Thron und die Geliebte ihrem Arsace. Voll Ehrerbietung, aber mit Entschiedenheit widerspricht Cosroe der Stiefmutter. Aber diese flammt auf und droht ihm. Diese Szene wird durch Ormisda unterbrochen, der Aufklärung von Arsace verlangt. Dieser weigert sich aber zu sprechen, denn er kann den Bruder nicht verteidigen, ohne die Mutter anzuklagen. Cosroe beteuert indes seine Unschuld, und der König glaubt ihm.
Palmira hat den Satrapen Erismeno ganz für sich gewonnen und ihn bewogen, sich Cosroe angeblich in meuchlerischer Absicht zu nähern und ihm dann zu verraten, er sei von ihr dazu angestiftet worden. Erismeno befolgt den Befehl, und Cosroe verzeiht dem Satrapen unter der Bedingung, dass er seine Aussage vor dem Könige wiederhole.

### Zweiter Akt
Ormisda und sein ganzer Hof bringen dem Götzen Mitra ein Opfer dar, dann legt der König die Krone auf den Altar und fordert Artenice auf, einen seiner beiden Söhne zum Gemahl zu wählen, damit dieser zugleich König von Persien werde. Diese Lösung der brennenden Frage dünkte dem Könige die beste zu sein. Aber Artenice weigert sich, eine Wahl zu treffen, und um nicht fernerhin Ursache eines Zwistes zwischen Vater und Sohn, Bruder und Bruder zu sein, beschließt sie, nach Armenien zurückzukehren und dort den ihr bestimmten Gemahl zu erwarten. Nach dem Weggang der Fürstin entsteht erneuter Zwist zwischen den Beteiligten. Cosroe, um die Stiefmutter empfindlich zu treffen, fordert Erismeno auf, zu sprechen, aber der Verräter, anstatt die Königin des Mordanschlags gegen den Stiefsohn anzuklagen, beschuldigt umgekehrt Cosroe, dass er ihn zum Mord an Palmira gedrängt habe. Vergebens verteidigt sich der fälschlich Angeklagte, Ormisda glaubt ihm nicht und lässt ihn von der Wache abführen.
Kaum ist Cosroe weggegangen, so bestürmt Palmira den schwachen König, dass er zu ihrer und ihres Sohnes Sicherheit Arsace zum Könige krönen lasse, und Ormisda erteilt den Auftrag, die Perser und Armenier zu versammeln, denn noch heute werde Arsace den Thron Persiens und die Hand Artenices erhalten. Artenice freut sich zuerst, dass sie Arsace und den Thron endlich erhalte, doch schließlich gewinnt der Edelmut die Oberhand: Sie hält Cosroe für unschuldig und bewegt Arsace, für den Bruder einzutreten. Arsace hat bald Gelegenheit, sich selbst von der Unschuld des Cosroe zu überzeugen, denn er belauscht das Gespräch zwischen seiner Mutter und Erismeno. Gleich will er das Gehörte dem Vater mitteilen, doch die Rücksicht auf die schuldige Mutter verbietet es. Er schwört dieser sogar zu, die Sache geheim zu halten und nichts gegen Erismeno zu unternehmen. Doch nimmt er sich vor, Cosroe unter allen Umständen zu retten.

### Dritter Akt
Ormisda möchte dem Sohn das Leben retten. Er lässt ihn kommen und versucht ihn zu überreden, Palmira um Verzeihung zu bitten. Er solle dann den Thron Persiens erhalten, nur müsse er Artenice und Armenien an Arsace abtreten. Diese Vorschläge weist Cosroe entschieden von sich und kehrt lieber in den Kerker zurück. Da meldet Erismeno plötzlich, dass das Heer aufgewiegelt wurde, um Cosroe zu befreien. Ormisda ist außer sich vor Wut und sagt, dass Cosroe nun sterben müsse. Inzwischen bemüht sich Arsace eifrig, die Begnadigung des Bruders von dem schwankenden Vater zu erwirken. Der alte König bewilligt sie endlich, doch nur unter der Bedingung, dass Cosroe auf Artenice verzichte. Arsace, mit einem geheimen Schlüssel zum Gefängnis ausgerüstet, begibt sich in Begleitung Artenices dahin. Dort war mittlerweile Erismeno mit der Wache erschienen, und das Paar kommt noch rechtzeitig, um jenem sein Mordopfer zu entreißen. Cosroe weigert sich aber auch jetzt noch, Artenice zu entsagen. Gleichwohl und trotz Erismenos Einspruch setzt der edelmütige Arsace den Bruder in Freiheit.
Das Blatt hat sich gewendet: Cosroe steht an der Spitze des Heeres, Ormisda, Palmira und Arsace sind seine Gefangenen. Cosroe lässt erst die Königin vor seinem Richterstuhl erscheinen. Palmira ist ungebeugt im Unglück und weigert sich, Cosroe um Gnade anzuflehen. Auch Ormisda, der hierauf vor seinem Sohn erscheint, schwingt sich nicht zur Höhe väterlicher Majestät auf.
Erismeno ist vom Volke bzw. den Soldaten ermordet worden; zum Bedauern des Prinzen Cosroe ist derjenige Mund verstummt, der seine Unschuld hatte bezeugen können. Aber Artenice hat die letzten Worte des Sterbenden gehört, die die Wahrheit enthüllen. Sie ist im Begriffe, die Königin anzuklagen, doch Cosroe unterbricht sie. Er kniet vor dem Vater nieder und erklärt, er wolle in den Kerker zurückkehren, Ormisda möge den Soldaten und ihren Führern verzeihen, dass sie sich aus Mitleid für ihn zur Empörung hinreißen ließen. Aber Ormisda, besiegt vom Edelmut des Sohnes, erklärt ihn zum König und Gatten Artenices. Cosroe lässt sich aber an Edelmut nicht übertreffen. Er tritt Artenice und Armenien an den Bruder ab. Das Entzücken und die Bewunderung der Anwesenden über die edle Tat des Prinzen teilt auch Palmira: sie entsagt ihrem Hasse und will künftighin Cosroe auch als ihren Sohn ansehen.

## Musik
Die Direktionspartitur enthält zwei verschiedene Ouvertüren: die zuerst vorgesehene, dann aber noch vor der Uraufführung gestrichene Sinfonia geht auf Leonardo Vincis Oper Flavio Anicio Olibrio (Neapel 1728) zurück, die später als Ersatz aufgenommene Ouvertüre soll nach einem Vermerk (Ouverture del Sr Conti.) in der überlieferten originalen Cembalostimme von Francesco Bartolomeo Conti stammen. Außer den Rezitativen stammen auch vier Arien aus Orlandinis Vertonung. Diese und alle weiteren Arien, von denen die meisten von Reinhard Strohm identifiziert wurden, scheinen weitgehend von den Sängern ausgewählt worden zu sein. Bernacchi und die Merighi sangen nur Arien, die für sie komponiert wurden, die vier Arien für Bernacchi aus Orlandinis Ormisda waren offenbar schon Teil der Partitur, die Swiney nach London schickte. Außer den Gesängen Orlandinis enthält Ormisda Arien von Hasse, Vinci sowie von Andrea Stefano Fiorè, Giovanni Antonio Giay, Nicola Porpora, Domenico Sarro, Geminiano Giacomelli und Leonardo Leo. Im Gegensatz zu Elpidia, wo diese mit unverändertem Text aus ihrem originalen Umfeld übernommen wurden, erhielten viele Arien im Ormisda einen neuen Text. Für die Benefizvorstellung am 21. April zugunsten der Strada wurden zehn Arien, der Schlusschor und wahrscheinlich die Ouvertüre durch andere Nummern ersetzt.
Dass Händel die Rezitative komponiert haben soll, kann man aufgrund stilkritischer Untersuchungen nahezu ausschließen. Wer sie auch immer komponiert haben mag, es muss derselbe sein, der auch die Rezitative für Venceslao schrieb, welches um die gleiche Zeit entstand, aber für die nächste Saison aufgespart wurde.
Weitere Änderungen brachte die Wiederaufnahme in der folgenden Saison mit sich: Senesino sang eine Reihe neuer Arien, offenbar, weil er den direkten Vergleich mit Bernacchi vermeiden wollte. Allerdings sah er wenige Wochen später keinen Grund, eine der Arien Bernacchis im Pasticcio Venceslao zu ändern. Dass Händel im Besitz der Direktionspartitur und der Cembalopartitur war, bedeutet wohl, dass er die Leitung der Aufführungen innehatte. Indes zeigen die Manuskripte keine Spuren seiner Hand.

## Händel und das Pasticcio
Das Pasticcio war für Händel eine Quelle, von der er in den folgenden Jahren häufiger Gebrauch machte. Sie waren weder in London noch auf dem Kontinent etwas Neues, aber Händel hatte bisher nur eines, L’Elpidia, im Jahre 1724 herausgebracht. Jetzt würde er gleich sieben mehr liefern: Ormisda, Venceslao im Jahre 1730/31, Lucio Papirio dittatore 1731/32, Catone im Jahre 1732/33 und nicht weniger als drei, Semiramide riconosciuta,  Caio Fabbricio und Arbace, in den Jahren 1733/34.
Händels Arbeitsweise bei der Konstruktion der Pasticci war sehr verschieden, alle Stoffe aber basieren auf in den europäischen Opernmetropolen vertrauten Libretti von Zeno oder Metastasio, denen sich viele zeitgenössische Komponisten angenommen hatten – vor allem Leonardo Vinci, Johann Adolph Hasse, Nicola Porpora, Leonardo Leo, Giuseppe Orlandini und Geminiano Giacomelli. Händel komponierte die Rezitative oder bearbeitete bereits vorhandene aus der gewählten Vorlage. Sehr selten schrieb er eine Arie um, in der Regel, um sie einer anderen Stimmlage und Tessitur anzupassen. So etwa in Semiramide riconosciuta, wo er eine Arie für einen Altkastraten Saper bramante (Nr. 14) für den Bassisten Gustav Waltz völlig umkomponierte, weil für ihn eine einfache Oktavtransposition (wie seit den 1920er Jahren bis heute teilweise üblich) keine Option war. Wo es möglich war, bezog er das Repertoire des betreffenden Sängers in die Auswahl der Arien mit ein. Meist mussten die Arien, wenn sie von einem Zusammenhang in den anderen transferiert oder von einem Sänger auf den anderen übertragen wurden, transponiert werden. Auch bekamen diese mittels des Parodieverfahrens einen neuen Text. Das Ergebnis musste durchaus nicht immer sinnvoll sein, denn es ging mehr darum, die Sänger glänzen zu lassen, als ein stimmiges Drama zu produzieren. Abgesehen von Ormisda und Elpidia, die die einzigen waren, welche Wiederaufnahmen erlebten, waren Händels Pasticci nicht besonders erfolgreich – Venceslao und Lucio Papirio dittatore hatten nur je vier Aufführungen –, aber wie auch Wiederaufnahmen erforderten sie weniger Arbeit als das Komponieren und Einstudieren neuer Werke und konnten gut als Lückenbüßer oder Saisonstart verwendet werden oder einspringen, wenn eine neue Oper, wie es bei Partenope im Februar 1730 und Ezio im Januar 1732 der Fall war, ein Misserfolg war.
Händels Pasticci haben ein wichtiges gemeinsames Merkmal: Die Quellen waren allesamt zeitgenössische und populäre Stoffe, welche in jüngster Vergangenheit von vielen Komponisten, die im „modernen“ neapolitanischen Stil setzten, vertont worden waren. Er hatte diesen mit der Elpidia von Vinci in London eingeführt, und später verschmolz dieser Stil mit seiner eigenen kontrapunktischen Arbeitsweise zu jener einzigartigen Mischung, welche seine späteren Opern durchdringen.

## Orchester
Zwei Oboen, zwei Trompeten, Streicher, Basso continuo (Violoncello, Laute, Cembalo).